# Hehe (langue)
Pour les articles homonymes, voir Hehe.
Le hehe (ou kihehe, ehe, ekiehe) est une langue bantoue parlée en Tanzanie. C'est la langue maternelle des Hehes.

## Localisation
Le hehe est parlé au sud de l'aire de répartition du gogo dans la région d'Iringa et dans les régions de Morogoro, Dodoma et Mbeya,.

## Dialectes
Il existe les dialectes de Kosisamba (Kojisamba, Kotsisamba) et de Sungwa (Dzungwa, Tsungwa).

## Similarité lexicale avec les langues proches
Le hehe a une similarité lexicale de 65 % avec le bena (en) (le plus similaire), de 59 % avec le pangwa, de 50 % avec le kinga et de 48 % avec le vwanji.

## Utilisation
Le hehe est utilisé par 805 000 personnes de tous âges en 2006. Un dictionnaire et des ouvrages de grammaire ont été édités.